# Pseudochazara annieae
De Pseudochazara annieae is een vlinder uit de familie van de Nymphalidae, uit de onderfamilie van de Satyrinae. De soort is voor het eerst wetenschappelijk beschreven door Jerôme Pagès in een publicatie uit 2007.

## Verspreiding
De soort is ontdekt in de Swatvallei in het noordoosten van Pakistan. 

## Habitat en vliegtijd
De vlinder kan in de maanden juni en juli worden aangetroffen op rotsachtige hellingen op  ongeveer 2100 meter hoogte.